# Tatjana Prowidochina
Tatjana Pietrowna Prowidochina z domu Fiedorienko (ros. Татьяна Петровна Провидохина, z domu Федоренко; ur. 26 marca 1953 w Leningradzie) – rosyjska lekkoatletka reprezentująca Związek Radziecki, specjalizująca się w biegach średniodystansowych, brązowa medalistka igrzysk olimpijskich w 1980 w Moskwie, w biegu na 800 metrów.

## Finały olimpijskie
- 1980 – Moskwa, bieg na 800 m – brązowy medal

## Inne osiągnięcia
- mistrzyni Związku Radzieckiego w biegu na 800 m – 1978[1]
- mistrzyni Związku Radzieckiego w biegu na 800 m (hala) – 1978[2]
- 1978 – Praga, mistrzostwa Europy – dwa medale: złoty w biegu na 800 m oraz srebrny w sztafecie 4 × 400 m

## Rekordy życiowe
- bieg na 800 m – 1:55,46 – Moskwa 27/07/1980
- bieg na 1000 m – 2:30,6 – Podolsk 20/08/1978
- bieg na 1500 m – 3:58,37 – Podolsk 22/08/1982